# Dinah Lenney
Dinah Lenney (* 18. November 1956 in Englewood) ist eine US-amerikanische Schauspielerin und Autorin.

## Leben
Dinah Lenney wurde 1956 im US-amerikanischen Bundesstaat New Jersey geboren. Ihre Eltern ließen sich scheiden, als Lenney im Kleinkindalter war. Ihre Mutter heiratete später erneut und sie nahm den Namen ihres Stiefvaters an. Ihr Vater war der republikanische Politiker, Gastronom und Millionär Nelson G. Gross, der 1997 entführt und ermordet wurde. Im Jahr 1978 machte sie einen Abschluss in American Studies an der Yale University. Zudem studierte sie Schauspiel an der Neighborhood Playhouse School of the Theatre und erhielt einen Master of Fine Arts am Bennington Writing Seminars.
Lenney spielte eine Vielzahl an Episodenrollen in Serien und Nebenrollen in Filmen. Ab dem Jahr 1995 übernahm sie die Rolle der OP-Schwester Shirley in der Serie Emergency Room, die sie 14 Jahre lang verkörperte.
2007 veröffentlichte sie einen autobiographischen Roman. In diesem Buch beschreibt sie die sieben Tage zwischen der Entführung ihres Vaters und seines Leichenfundes aus ihrer Sicht. 2014 und 2020 veröffentlichte sie zwei Geschichtensammlungen. Außerdem erschienen Aufsätze von ihr in US-amerikanischen Zeitschriften, Anthologien und Zeitungen.
Sie ist mit dem Drehbuchautor Fred Mills verheiratet und sie haben zwei gemeinsame Kinder, eine Tochter und einen Sohn.

## Filmografie (Auswahl)
- 1985: Remington Steele (Episode 4x03)
- 1986: Twilight Zone (Episode 2x04)
- 1986, 1988: Unter der Sonne Kaliforniens (2 Episoden)
- 1987: L.A. Law – Staranwälte, Tricks, Prozesse (Episode 1x20)
- 1987: Die besten Jahre (Episode 1x09)
- 1988: Murphy Brown (Episode 1x02)
- 1989: Das Bankentrio (Three Fugitives)
- 1990: Internal Affairs – Trau’ ihm, er ist ein Cop (Internal Affairs)
- 1991: Eine schrecklich nette Familie (Married with Children, Episode 6x09)
- 1993: Mr. Jones
- 1994: Puppet Masters – Bedrohung aus dem All (The Puppet Masters)
- 1995–2009: Emergency Room – Die Notaufnahme (ER, 74 Episoden)
- 1997: Immer wieder Fitz (Cracker, Episode 1x05)
- 1999–2000: Sechs unter einem Dach (Get Real, 2 Episoden)
- 2001: Für alle Fälle Amy (Judging Amy, Episode 2x20)
- 2001: The West Wing – Im Zentrum der Macht (The West Wing, Episode 3x09)
- 2004: Die himmlische Joan (Joan of Arcadia, Episode 1x12)
- 2007: Without a Trace – Spurlos verschwunden (Without a Trace, Episode 6x03)
- 2007: Private Practice (Episode 1x04)
- 2008: Law & Order: Special Victims Unit (Episode 9x15)
- 2008: Monk (Episode 7x03)
- 2008: Terminator: The Sarah Connor Chronicles (Episode 2x13)
- 2010: Sons of Anarchy (2 Episoden)
- 2016: Shameless (Episode 6x06)

## Veröffentlichung
- Dinah Lenney: Bigger Than Life: A Murder, a Memoir (American Lives). University of Nebraska Press, Lincoln 2007, ISBN 0-8032-2976-3.
- Dinah Lenney: The Object Parade: Essays. Counterpoint, Berkeley 2014, ISBN 1-61902-300-8.
- Dinah Lenney: Coffee (Object Lessons). Bloomsbury Academic, New York 2020, ISBN 1-5013-4435-8.